# Patu saladito
Patu saladito is een spinnensoort uit de familie Symphytognathidae. De soort komt voor in Colombia.